# A-dos-Arcos
A-dos-Arcos era, em 1747, uma aldeia pequena da freguesia de São Lourenço de Arranhol, pertencente ao patriarcado e termo da cidade de Lisboa, na província da Estremadura. Tinha na época 14 vizinhos.